# Железопътна линия Генерал Тодоров – Петрич
Железопътната линия Генерал Тодоров – Петрич е железопътна линия с нормално междурелсие (1435 mm), намираща се в югозападна България, област Благоевград.

## История
Нуждата от снабдяване на българската армия през Първата световна война, разположена по билото на Беласица налага строежа на железопътна линия с междурелсие 600 mm от Генерал Тодоров до Струмица. Проучванията за това започват на 16 декември 1916 г., а на 1 януари 1917 г. и строителството. Линията е трасирана до крайната си точка още до 2 март 1917 г. Към 30 юли е готово земното платно до km 37, а на 17 август са завършени всички съоръжения до Ново село - 40,9 km (днес в Северна Македония), но поради липса на жп релси жп линия е изградена до Елешница (дн. Беласица). Открита е за експлоатация до Петрич на 1 юли 1917 г., и до Елешница – на 31 юли 1917 г. За да продължи строителството са събрани всички релсови звена, подготвени за продължението на участъка Бараково – Рила и Рупел – Демир хисар. С тях линията е продължена до Златарево и открита за експлоатация на 24 септември 1917 г.
Съгласно приетия от Народното събрание „Закон за уреждане положението на строените за военни нужди през време на Европейската война железопътни линии“ от 1920 г. линията е предадена на БДЖ за общо ползване само до Петрич, а участъка Петрич – Златарево (21,7 km) да се демонтира.

## В наши дни
В този вид експлоатацията на теснопътната линия продължава до 6 септември 1969 г., след което е закрита, демонтирана и заменена с нормална ширина на пътя (1435 mm). Нормалната линия Генерал Тодоров – Петрич е дълга 8,917 km. Построена е с минимален радиус на кривите 300 m и максимален наклон 15 ‰.
В края на 2001 г. завършва електрификацията на линията, а през 2007 г. в двете крайни гари влизат в експлоатация нови осигурителни централизации.

## Технически съоръжения

### Гари
| име на гарата | приемно-отправни коловози (ПОК) | приемно-отправни коловози (ПОК) | приемно-отправни коловози (ПОК) | осигурителна инсталация |
| име на гарата | брой ПОК                        | максимална полезна дължина      | минимална полезна дължина       | осигурителна инсталация |
| ------------- | ------------------------------- | ------------------------------- | ------------------------------- | ----------------------- |
| Ген. Тодоров  | 6                               | 535                             | 390                             | ЕЦ-М                    |
| Петрич        | 3                               | 436                             | 416                             | ЕЦ-М                    |

### Мостове
| намира се на km | обща дължина, m | изграден от  | препятствие    |
| --------------- | --------------- | ------------ | -------------- |
| 0+804           | 192,75          | стомана      | р. Струма      |
| 1+406           | 45,10           | стоманобетон | канал          |
| 3+806           | 68,00           | стоманобетон | р. Струмешница |
| 4+895           | 16,60           | стоманобетон | р. Езерница    |